# Liling Nyström

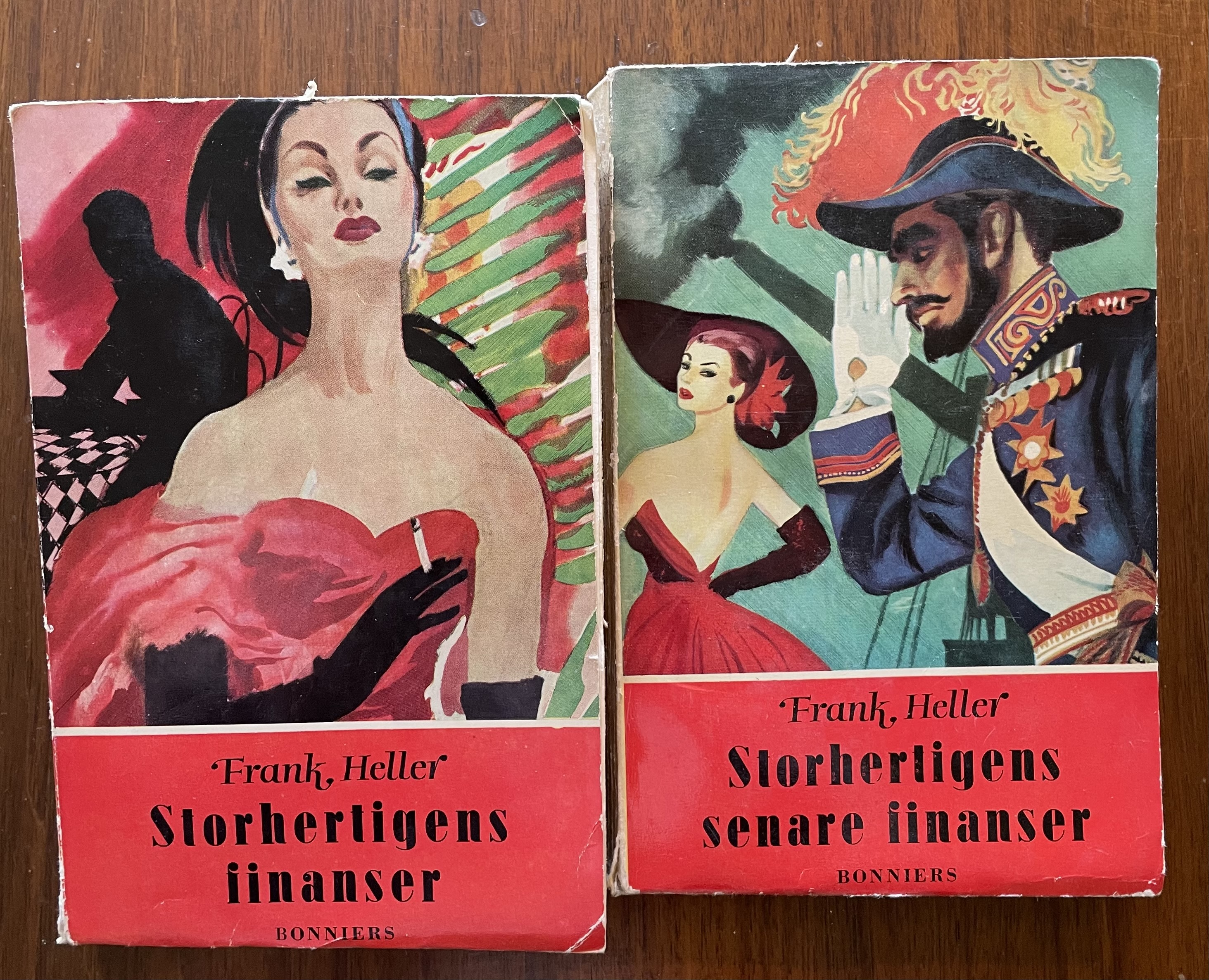
LILING NYSTRÖM BOKOMSLAG, ca 1948

För kinesiska staden Liling se Liling.
Liling Fritiof Gustaf Nyström, född 18 maj 1913 i Nora, död 5 september 1977 i Aneby, var en svensk målare och illustratör. 
Nyström utbildade sig i Europa och USA. Han flyttade till Stockholm och började arbeta som litograf på tryckeriet på Åhlén & Åkerlund. Legendariske Albert Bonnier Jr upptäckte Nyströms talang och han började som novell-illustratör för Åhlén & Åkerlunds förlag 1933, där han gjorde bilder åt Husmodern, Damernas Värld, Året Runt och Vecko-Revyn. Bland annat illustrerade han många av de noveller och romaner som publicerades i tidningarna.  För Vecko-Revyns yngre läsare blev han tonåringarnas idol och var tillsammans med Gerd Miller och Gesa Grumme, den ledande tecknartrojkan under många år. Liling Nyström anlitades även av Bonniers för bokomslag och bokillustrationer. 
Förutom illustrationsuppdragen så gjorde han även oljemålningar.   
Citat om Liling Nyström: 

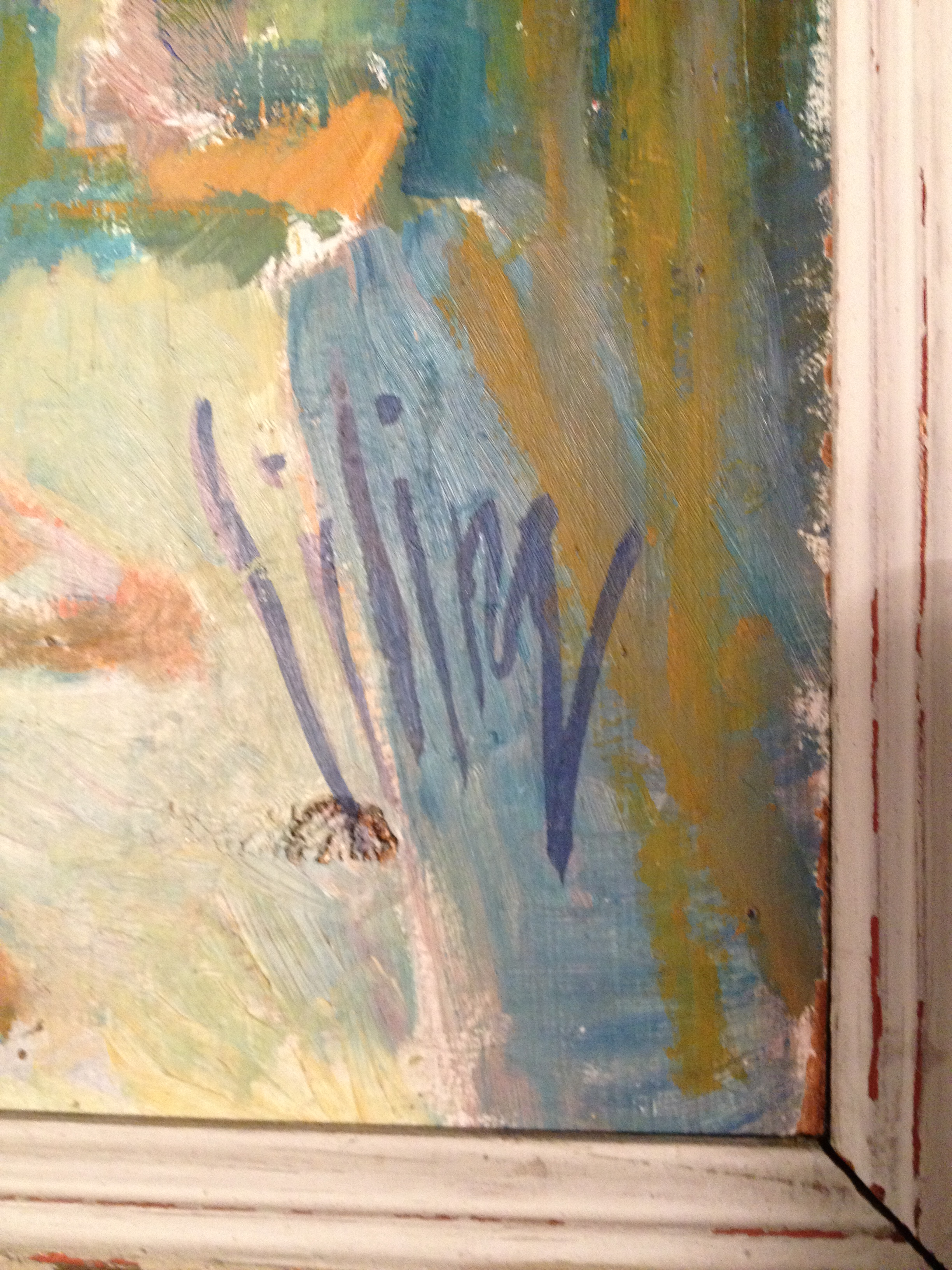
LILING NYSTRÖM SIGNATURE

"Medarbetare hade jag ytterst få men handplockade. Liling Nyström ritade schejker och näpna småbarn med samma schvung och elegans, han blev tonåringarnas idol."
"Liling Nyström, som kan teckna längtansfulla damer lika intimt som någonsin Gerd [Miller], har en dominans i sin produktion mot action och väljer gärna - eller åläggs - att teckna scener och motiv där djur och människa och natur konfronteras. Han har ett omfattande stilistiskt register, och trots att elegansen är det som framför allt karakteriserar honom, arbetar han många gånger i en livlig, nästan rå skisserande stil, där penndragens eller kolstreckets rytm är viktigare än den släta, harmoniska konturen."
Liling Nyström bebodde Hollandhus, ett märkligt hus nära Frinnaryd i Småland. 
Liling Nyströms grav finns på Skogskyrkogården i Stockholm.